# إسماعيل يس يقابل ريا وسكينة (فلم)
إسماعيل يس يقابل ريا وسكينة, فيلم مصري كوميدى من بطولة إسماعيل يس و ثريا حلمي، وإخراج حمادة عبد الوهاب وتأليف أبو السعود الإبياري تم عرضه في 21 مارس عام 1955م.

## القصة
تدور أحداث الفيلم حول عصابة تخطف النساء وتقوم بقتلهم وسرق مصوغاتهم وبعد ذلك يقوموا بدفنهم تحت منازلهم ومن هنا أكتشف شاب بالصدفة أن خطيبته تذهب إلى هناك لذلك حس الشاب بالخوف الشديد فقرر أن بيلغ البوليس بعد خروجة من هذا المنزل الذي دخله بالصدفة

## قصة الفيلم كاملة
ريا (نجمة إبراهيم) وسكينه (زوزو حمدي الحكيم) شقيقتان متزوجتان من حسب الله (رياض القصبجي) وَعَبَد العال (سعيد خليل) وقد كونوا تشكيل عصابى بالتعاون مع عدد من الرجال على رأسهم الأعور (نظيم شعراوى) بهدف إستدراج النساء اللاتى يرتدين مصوغات ذهبية، إلى منزلهم وقتلهن للإستيلاء على الذهب، ثم دفنهن في فناء منزلهم الكائن خلف قسم اللبان بمحافظة الأسكندرية، وهي الجرائم التي روعت الأهالى، وأقلقت راحة البوليس الذي عجز عن كشف حقيقة مرتكبى تلك الحوادث، بعد أن زادت نسبة النساء المبلغ عن اختفاءهن. فلفل (إسماعيل ياسين) مونولوجست يعمل في ملهى ليلى بالانفوشى بالأسكندرية، مع خطيبته نونو (ثريا حلمي) وهي أيضًا مونولوجست، ومعهم الراقصة اللولبية سنيه عجميه (نعمت مختار)، والأخيرة أنهت فقرتها الراقصة واستعدت للذهاب للرقص في فرح، دعاها له الأعور، فقامت صاحبة الملهى بتكليف فلفل بمراقبة سنيه، والتي تتبعها حتى دخلت منزل ريا وسكينه، فتسلل للداخل، وعلم أن العصابة قد وضعت المخدر لسنيه في الشربات، تمهيدا لذبحها والاستيلاء على مصاغها، فتسلل فلفل خارجا، وتوجه لقسم اللبان وأبلغ الاومباشى (عبد المنعم إسماعيل) الذي لاحظ أن رائحة الخمر تفوح من فم فلفل، ومع ذلك ذهب معه ولم يعثر على شيء غريب بمنزل العصابة، فوضع فلفل في حجز القسم، حيث تقابل مع الحرامى النص (عبد الفتاح القصري) والذي سرق حافظة فلفل لدفع الكفالة، ولكن فلفل استردها منه، بعد أن ترك له مابها من نقود، والتي بلغت ربع ريال (5 قروش)، وخشيت العصابة من فلفل، فقررت التخلص منه، وكلفت الأعور بالمهمة، والذي حاول مرارا أن يقتل فلفل، ولكنه كان يفشل دائما، فحاول إستدراج فلفل لمقر العصابة عن طريق إستدراج نونو، ولكن فلفل وصديقه الحرامى، تمكنوا من إنقاذ نونو وتهريبها من الأعور، وعاود فلفل إبلاغ البوليس فتم اعتباره مجنون، وأحاله ضابط قسم اللبان (عبد الحفيظ التطاوي) إلى مستشفى المجانين، ولكنه تمكن من الهرب، وطارده الأعور ومعه حسب الله حتى الملهى الليلى، ورشقه الأعور بخنجر فأخطأه وقتل أحد السكارى (أحمد الجزيري)، وتم إتهام فلفل بقتله فهرب، ليتلاقاه حسب الله ويعرض عليه مساعدة على الهرب، ويضعه في شوال ويحمله على ظهره حتى أدخله منزل العصابة، حيث تم تخديره، وحينما همت ريا بوضع الفوطة المبللة على فمه لخنقه، بلع فلفل الفوطة، وضربته سكينه بالقلة على رأسه، غير انها أخطأته وأصابت حسب الله، وتسلل الحرامى للمنزل لسرقة الذهب، وعثر على فلفل فأنقذه، ولكن العصابة استطاعت إستدراج نونو وأمها (ثريا فخري) وإدعوا أنهم أهل فلفل، واستغلوا ان فلفل شبه مخدر وإصطحبوهم لوكر العصابة، ولكن فلفل استطاع التسلل خارجا وتقابل مع الحرامى وتمكنوا من إبلاغ البوليس، الذي حضر هذه المرة ومعه قوة كبيرة، وفتشوا المنزل وعثروا على جثث الضحايا، وتم القبض على العصابة، وتزوج فلفل من نونو بعد أن استلم مكافأة من البوليس، إقتسمها مع الحرامى بشرط أن يتوقف عن السرقة.

## طاقم العمل
التمثيل
- إسماعيل يس
- ثريا حلمي
- نجمة إبراهيم
- زوزو حمدي الحكيم
- عبد الفتاح القصري
- رياض القصبجي
- سعيد خليل
- نظيم شعراوي
- نعمت مختار
- عبد المنعم إسماعيل
- ثريا فخري
- أحمد الجزيري
- عبد الحليم القلعاوي
- مطاوع عويس
- محمد شوقي
- كامل أنور
- عبد الحفيظ التطاوي
- عجمي عبد الرحمن
- طوسون معتمد

الإخراج
حمادة عبد الوهاب
التأليف
أبو السعود الإبياري

## روابط خارجية
- مقالات تستعمل روابط فنية بلا صلة مع ويكي بيانات